# Каририасу
Каририасу (порт. Caririaçu)  —  муниципалитет в Бразилии, входит в штат Сеара. Составная часть мезорегиона Юг штата Сеара. Входит в экономико-статистический  микрорегион Каририасу. Население составляет 28 996 человек на 2006 год. Занимает площадь 623,823 км². Плотность населения — 46,5 чел./км².
Покровителем города считается Апостол Пётр. 

## История
Город основан в 1938 году.

## Статистика
- Валовой внутренний продукт на 2003 составляет 43.891.082,00 реалов (данные: Бразильский институт географии и статистики).
- Валовой внутренний продукт на душу населения на 2003 составляет 1.596,04 реалов (данные: Бразильский институт географии и статистики).
- Индекс развития человеческого потенциала на 2000 составляет 0,591 (данные: Программа развития ООН).